# آسکوربات پتاسیم
آسکوربات پتاسیم (به انگلیسی: Potassium ascorbate) یک ترکیب شیمیایی با شناسه پاب‌کم ۵۰۹۵۱۹۰۲ است.